# Martine Smeets
Martine Smeets (Geesteren, 5 mei 1990) is een voormalig Nederlandse handbalster. Haar laatste club was topclub CSM București spelend in de Roemeense Liga Naţională.
In maart 2016 tijdens het OKT in Metz (Frankrijk) is er een historisch hoogtepunt voor Smeets en het Nederlandse handbal, ze kwalificeerden zich voor het eerst voor de Olympische Spelen. Doordat de wedstrijd om het brons verloren werd van de huidige wereldkampioen Noorwegen (23-36), eindigden ze uiteindelijk op de vierde plaats.
Op 6 september 2021 maakte Smeets bekent om te stoppen als speler van het Nederlands handbalteam. Op 27 augustus 2022 werd bekend dat ze vanwege een zware knieblessure ook niet in actie zou komen op clubniveau en dat daarmee haar handbal carrière voorbij was.

## Onderscheidingen
- Linkerhoekspeelster van het jaar van de Eredivisie: 2009/10